# Arthrostylidium urbanii
Arthrostylidium urbanii là một loài tre thuộc chi Arthrostylidium trong họ Hòa thảo. Loài này được Pilg. mô tả khoa học đầu tiên năm 1901.